# Национални парк Козара
Национални парк Козара, у географском и геоморфолошком погледу захвата припанонско подручје унутрашњих Динарида у Републици Српској. Посматрано географски обухвата простор од 44° 59' 00 до 45° 3' 30 сјеверне географске ширине и од 16° 51' 00 до 16° 55' 00 источне географске дужине по Гриничу.
Површина Националног парка Козара је 3520 ha, проглашена је националним парком 1967. с циљем заштите културно-историјских и природних вриједности планине Козаре.
Козара је планина динамичног рељефа чији висови не прелазе хиљаду метарa надморске висине.
Умјерено-континентална клима, велики број сунчаних дана и питоми планински врхови — видиковци са којих се виде Градишка, Приједор, Козарска Дубица и остала околна мјеста, дају посебну вриједност овој планини. На подручју Националног парка налазе се извори већих потока и ријека (Мљечанице, Моштанице, Козарачке ријеке-Старенице) што НП Козару чини орохидрографским чвориштем истоимене планине. Централни дио Националног парка и планине Козаре заузима подручје Мраковице, на којем се простире неколико заравњених платоа висине од 700-800 m. То је заштићена зона (први степен заштите) у којој се изграђују, или су већ изграђени, туристички објекти.
Централни дио Парка заузима заравњени плато Мраковица (806 m). Остали значајни врхови су: Гола планина (876 m), Рудине (750 m) Јарчевица (740 m), Главуша (793 m), Бешића-пољана (784 m), Врновачка глава (719 m), Бенковац-Јуришина коса (705 m), Шупљиковац (652 m), Зечји камен (667 m), Козарачки камен (659 m).
Геоморфолошки посматрано територија парка је веома хетерогена и орографски јако изражена, што се посебно манифестовало специфичном вегетацијом и климатским промјенама. Тријарски кречњаци и доломити, у јужном подручју планине, на неким мјестима, граде типичне крашке облике рељефа, уз појаву гребена.
Национални парк Козара својим прелијепим и, према критеријима IUCN — заштићеним пејзажима, оплемењује доживљај сваког посјетиоца Парка.
НП Козара је члан Федерације националних паркова Европе — EUROPARC.

## Галерија
- Јутро над Козаром
- Детаљ из националног парка
- Вегетација Козаре, коњски трн (Cirsium eriophonim)
- Музеј
- хотел
- Тенк из НОБ-а
- Плато на улазу у спомен комплекс
- Споменик Револуцији